# Controverses liées à Habad-Loubavitch
Habad-Loubavitch est une branche du hassidisme, qui depuis sa création, comme toute dynastie hassidique à ses débuts, est liée à de nombreuses controverses.
L'hostilité à l'encontre des Hassidim s'explique historiquement par la démoralisation du peuple Juif à l'époque du Baal Shem Tov. Les pogromes incessants perpétrés sur les Juifs épuisent le peuple physiquement. La catastrophe du shabbataïsme (mouvement initié par le faux messie Sabbataï Tsevi) l'épuise moralement. L'espoir en la Rédemption est alors presque éteint et tout ce qui s'apparente de près ou de loin à la mystique juive fait peur. Les premiers Hassidim se donnent pour tâche de redonner confiance, espoir et vigueur à un peuple juif à l'agonie.
Le hassidisme suscite dès ses origines de nombreuses controverses au sein de l'ensemble du peuple juif. Rabbi Israël Baal Shem Tov, prédicateur populaire et kabbaliste, est peu reconnu des rabbins faisant autorité. Ceux-ci ne tardent pas à réagir devant l'interprétation différente qu'il fait de la Torah et de la halakha, empreinte de mystique, de générosité et d'ouverture vers les laissés pour compte. Si le Baal Shem Tov prône un respect à la lettre de la loi juive, il encourage ses Hassidim à aller vers ceux qui ne connaissent pas ou mal la halakha pour les rapprocher de la Tradition.
Menés par le Gaon de Vilna, les Mitnagdim accusent les Hassidim d'interprétations erronées des textes. Les tensions existant entre Hassidim et Mitnagdim sont largement exacerbées par des accusations rapportées au Gaon de Vilna. Selon ces accusations qui visent à discréditer les enseignements du fondateur du mouvement Loubavitch, Rabbi Shneur Zalman aux yeux du Gaon, les Hassidim du Rabbi commettent des transgressions majeures de la Loi Juive, comme la profanation du Chabbat. Inversement, le Gaon de Vilna n'a jamais fait l'objet du mépris des Hassidim. Bien au contraire, Rabbi Shneur Zalman a même tenté de le rencontrer pour lui expliquer sa philosophie.
Son fondateur, le rabbin Shneur Zalman de Liadi est par deux fois arrêté par les Russes sur de fausses accusations, et l'un de ses fils est accusé de conversion au christianisme. Le mouvement devient mondialement sous la direction du septième (et dernier Rabbi de Loubavitch), le rabbin Menachem Mendel Schneerson. La croyance que Schneerson est le Messie et sera de retour ou qu'il ne serait jamais mort a donné lieu à quelques frictions au sein de la communauté Habad. Depuis sa mort en 1994, le mouvement s'est scindé en factions concurrentes. Des batailles financières entre les factions depuis 1995, ainsi que le contrôle sur le siège à Brooklyn a conduit à des affrontements entre les factions.

## Shneur Zalman de Liadi
Shneur Zalman de Liadi, fondateur du mouvement, est arrêté sur ordre de Paul Ier de Russie à deux reprises mais deux fois libéré.
Au cours de sa vie, les controverses entre les hassidim et mitnagdim s'intensifient de nombreuses façons. Les enjeux des désaccords sont, essentiellement, les règles de l'abattage rituel, ainsi que la conduite et la formulation des prières. Cette controverse diminue au cours de la vie des fils du rabbin Schneur Zalman, le rabbin DovBer Schneuri et son petit-fils, le rabbin Menachem Mendel Schneersohn (Tsemah Tzedek ). Bien que Shneur Zalman essaye de voir le Gaon de Vilna afin de le persuader de légitimer les hassidim, celui-ci refuse de le rencontrer.

### Arrestations
En 1798, le rabbin Zalman Shneur est arrêté pour trahison sous de fausses accusations et amené à Saint-Pétersbourg, où il est détenu dans la forteresse Petropavlovski durant 53 jours.
En 1800, il est de nouveau arrêté et transporté à Saint-Pétersbourg avec son fils Moshe qui sert d'interprète, le rabbin Shneur Zalman ne parlant ni le russe ni le français. Il est libéré quelques semaines plus tard, mais doit demeurer à Saint-Pétersbourg. La nomination du Tsar Alexander I quelques semaines plus tard conduit à sa libération.

### Le rabbin Shneur Zalman et Napoléon
Alors que certains dirigeants juifs soutiennent Napoléon, d'autres, dont le rabbin Shneur Zalman de Liadi, soutiennent ouvertement et vigoureusement le Tsar. En fuyant Napoléon, Liadi écrit une lettre à un ami, le rabbin Moshe Meizeles, expliquant son opposition à Napoléon :

 "Si Napoléon est victorieux, les Juifs seront émancipés et pourront subvenir facilement à leurs besoins... Mais leur cœur s'éloignera de leur père dans le ciel. Mais si notre maître Alexander triomphe, bien que la pauvreté sera abondante... le cœur d'Israël sera avec leur père... Et pour l'amour de Dieu : Brûlez cette lettre"
Ainsi selon Shneur Zalman, la souffrance est bonne pour les Juifs. La souffrance inspire l'ascétisme et renforce la cause hassidique.
Le soutien du Baal Hatanya aux Tsar possède ses défenseurs et ses détracteurs :
Ainsi Alan Dershowitz critique cette vision, selon laquelle le judaïsme ne peut survivre que sous la souffrance.
D'autres défendent le rabbin Shneur Zalman, faisant valoir que Napoléon tenterait de susciter une vision messianique de lui-même auprès des Juifs, en ouvrant les portes des ghettos et en les émancipant. Il a également établi un Sanhédrin, recrutant des juifs dans ses rangs, et des rumeurs se répandent sur sa conquête de la Terre Sainte. Ainsi, son opposition est fondée par la peur que les juifs pratiquants se tournent vers le faux messianisme de Napoléon .

## Moshe Schneersohn
Moshe Schneersohn (ou Zalmanovitch ou Shneuri), (également, Zalmonovitch et Shneuri, et plus tard Léon Yulievitz) (né vers 1784 - mort, avant 1853) était le fils cadet du fondateur du mouvement Habad-Lubavitch, Rabbi Shneur Zalman de Liadi. Il est rabbin dans ville de Ula en Biélorussie. Il se serait converti au christianisme mais les circonstances et les témoignages sont loin d'être clairs et il meurt dans un asile de Saint-Pétersbourg.
Les récits du mouvement Habad écrits par le sixième Rabbi, racontent que Moshe accompagné de son frère, Dovber Schneuri se rend auprès du Tsar pour discuter de la situation des Juifs dans son territoire. Le tsar est impressionné par l'érudition de Moshe, et ordonne une dispute entre Moché et son Prêtre. Moshe accepte le défi a contrecœur, et gagne le débat. Furieux, les chrétiens arrêtent Moshe, le conduisent dans une église et le forcent à signer une lettre dans laquelle il déclare son intention de se convertir au christianisme. Moshe réussit à s'échapper de l'église, mais en raison de la crainte d'une nouvelle arrestation, il voyage incognito à travers l'Europe jusqu'à sa mort en 1878. Selon ces sources il est enterré dans une tombe anonyme à Radomyšl, en Ukraine.
Selon certains historiens et spécialistes du hassidisme, en particulier David Assaf de Université de Tel Aviv, la conversion de Moshe remonterait à un différend monétaire qu'il a eue avec un officier d'artillerie. L'officier invite Moshe à une partie, le saoule, et puis l'encourage à écrire une lettre exprimant son intention de se convertir. Moshe retire ses peyot et sa barbe et est envoyé au prêtre local par des gardes armés. Il est baptisé quelques jours plus tard.
Les frères de Moshe écrivent au chef de l'Église, précisant la maladie de Moshe et en faisant valoir que sa signature ne pouvait être acceptée pour la conversion. À la suite de cette demande, les dirigeants de l'Église orthodoxe demandent de regarder la certification de sa conversion et un certain nombre d'erreurs de procédure ont été trouvées, et il a été établi que Moshe n'est pas correctement converti. Malgré cela les autorités catholiques de la ville de Ula déclarent que la conversion de Moshe est valide. Sa conversion est confirmée et son nom est changé en Léon Yulievitz.
Sous l'influence de ses frères, de proches confidents du tsar, demandent le transfert de Moshe à Saint-Pétersbourg où il subit des tests médicaux qui établissent qu'il souffre de troubles mentaux. Malgré cela, il aurait continué à donner des conférences sur le christianisme. En août 1821, son état s'aggrave et il est transféré dans un asile, où il meurt.
L'historien Shaul Stampfer (en) annonce avoir trouvé le document de conversion au christianisme de Moshe Schneersohn. Les documents originaux se trouvent dans les Archives historiques nationales de Minsk, en Biélorussie. Il s'agit notamment d'une lettre adressée au prêtre local dans lequel il affirme son intention de se convertir et de son certificat de baptême en date du 4 juillet 1820. Les documents montrent également que, après sa conversion, il aurait travaillé pour le tsar afin aider à la conversion d'autres juifs . Cette lettre s'avère finalement être un faux grossier, tout comme les autres documents "prouvant" la supposée conversion de Moshe. Ce n'est pas la première fois en effet que le clergé antisémite de l'époque fabriquait de fausses preuves de conversion au christianisme.